# Christiana Boateng
Christiana Boateng (* 24. Februar 1943) ist eine ehemalige ghanaische Sprinterin und Weitspringerin.
Bei den British Empire and Commonwealth Games 1962 in Perth wurde sie Vierte über 100 Yards, Neunte im Weitsprung und Fünfte mit der ghanaischen 4-mal-110-Yards-Stafette. Über 220 Yards scheiterte sie im Vorlauf.
1964 schied sie bei den Olympischen Spielen in Tokio über 100 m in der ersten Runde aus.
Ihre persönliche Bestzeit über 100 m von 11,8 s stellte sie 1961 auf.